# Kobeliaki
Kobeliaki (ucraïnès: Кобеля́ки, pronunciat [kobeˈlʲɑkɪ]) és una ciutat de l'óblast de Poltava, a Ucraïna. Serveix com a centre administratiu del raion de Kobeliaki. Població: 9.465 (2022). Durant la Segona Guerra Mundial, va estar sota ocupació alemanya des del 15 de setembre del 1941 fins al 25 de setembre de 1943.

## Persones notables
- Nikolai Timofeyevich Gres, solista del Teatre Bolxoi i de l'Ensemble Alexandrov
- Alexander Davydov, cantant d'òpera
- Alexei Ivakhnenko, acadèmic, matemàtic
- Hryhory Kytasty, compositor, director d'orquestra
- Heorhi Prokopenko (1937–2021), nedador soviètic

## Galeria

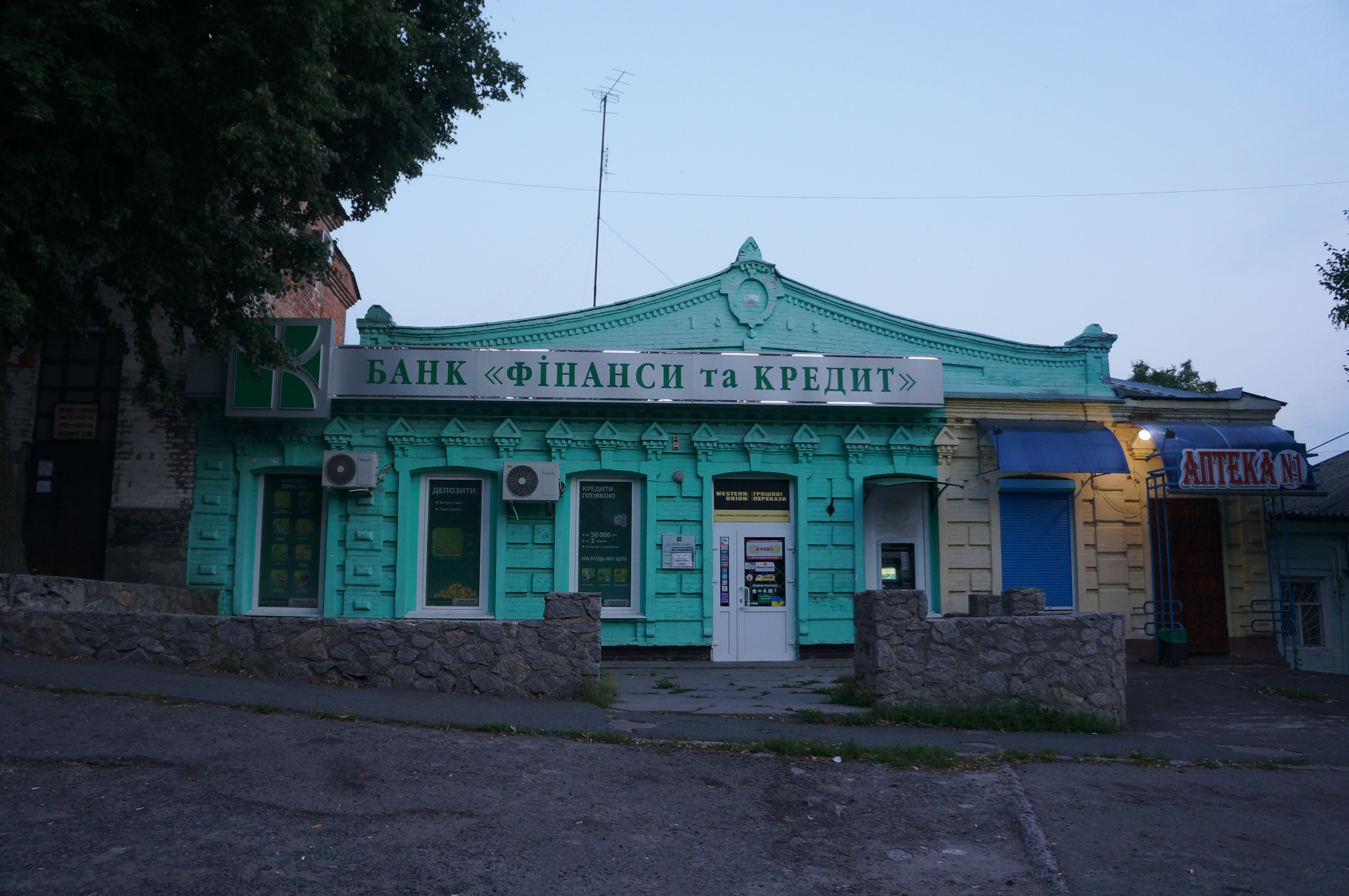
Edifici històric a Kobeliaki)
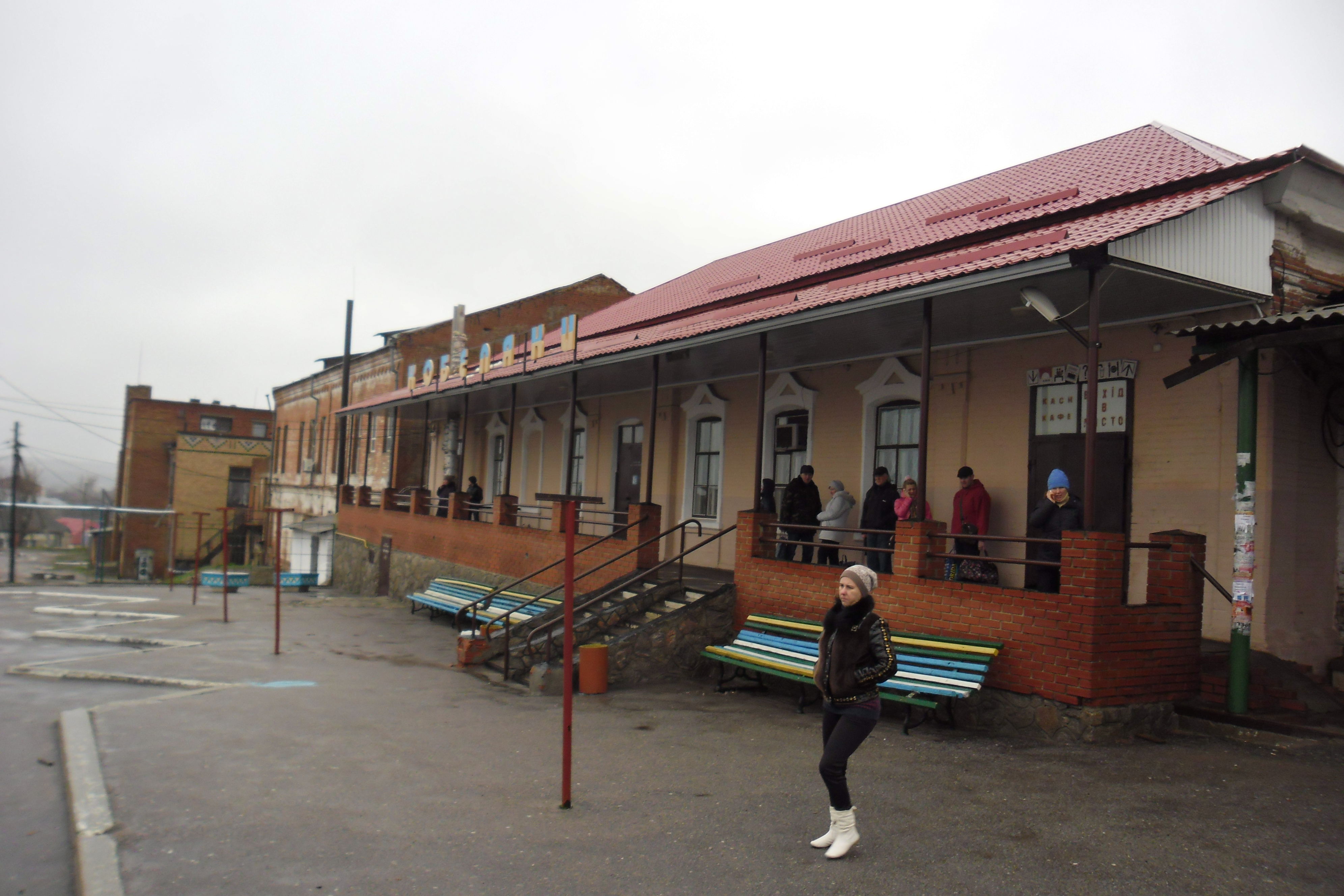
Parada d'autobús
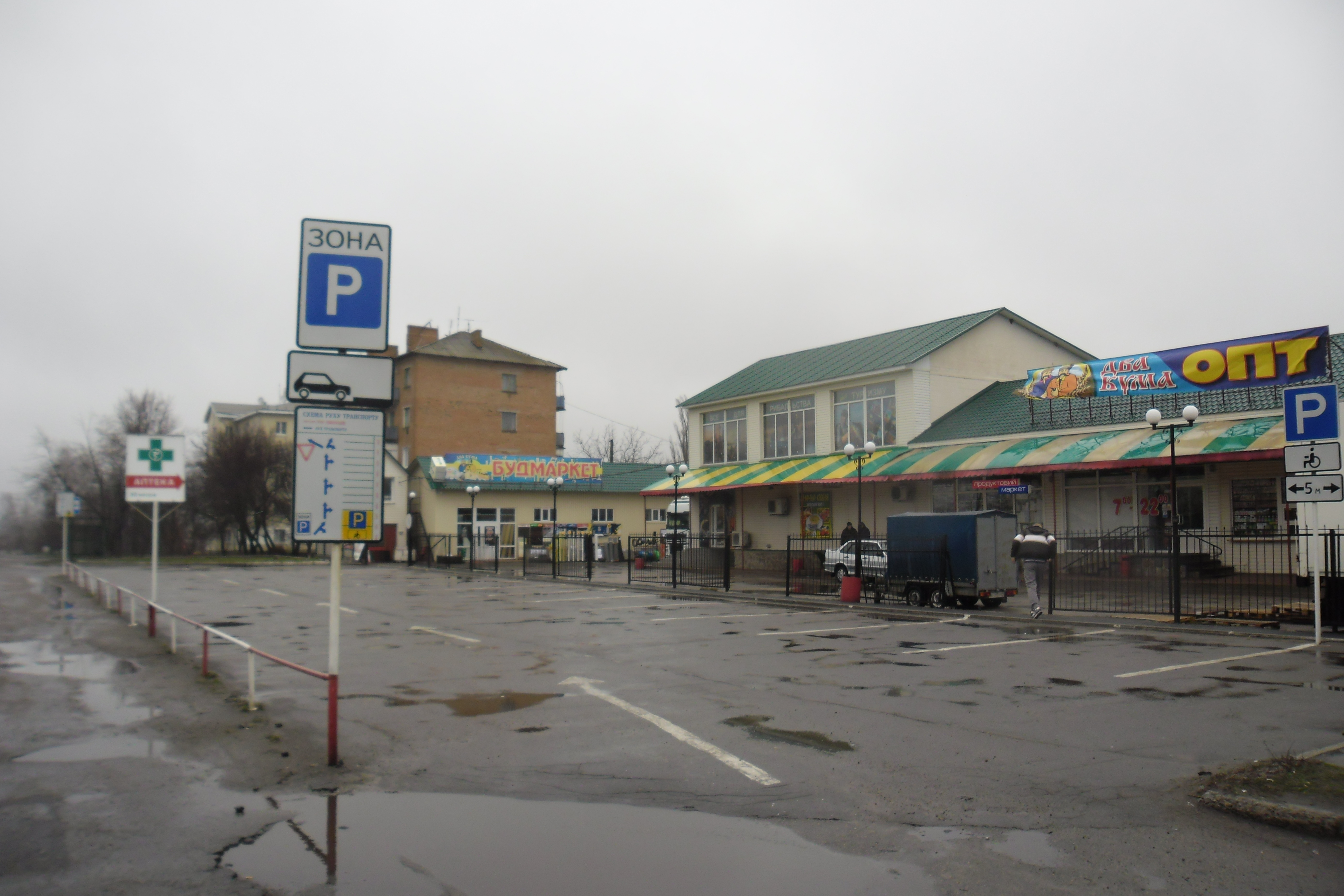
Botigues a Kobeliaki
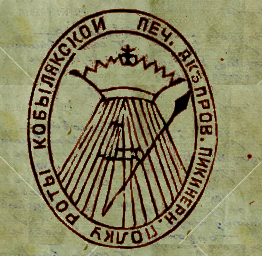
Segell de la Companyia Kobeliaki del Regiment de Piquers del Dniéper (Imperi Rus)
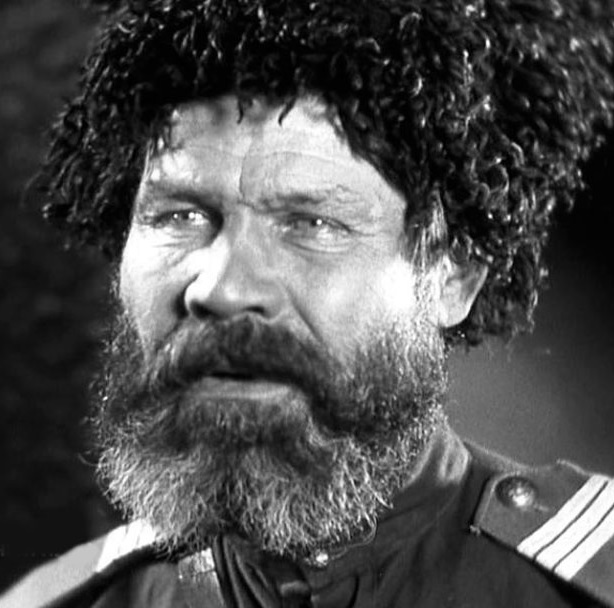
Actor popular d'Ucraïna Stepan Shkurat (de la pel·lícula "Chapayev", 1934)